# Endtime Signals
Albums de Dark Tranquillity
Moment
(2020)
Singles
1. The Last Imagination
Sortie : 8 mars 2024
2. Unforgivable
Sortie : 2 mai 2024
3. Not Nothing
Sortie : 21 juin 2024

Endtime Signals est le treizième album studio du groupe de death metal mélodique suédois Dark Tranquillity, sorti le 16 août 2024 chez Century Media Records. L'album est le premier du groupe à compter parmi ses membres le bassiste Christian Jansson et le batteur Joakim Strandberg Nilsson, qui ont remplacé les membres de longue date Anders Iwers et Anders Jivarp, après que ces deux derniers ont quitté le groupe en août 2021,.

## Liste des titres
Toutes les paroles sont écrites par Mikael Stanne, toute la musique est composée par Johan Reinholdz et Martin Brändström, sauf lorsque spécifié.
| No  | Titre                | Durée |
| --- | -------------------- | ----- |
| 1.  | Shivers and Voids    | 3:48  |
| 2.  | Unforgivable         | 3:44  |
| 3.  | Neuronal Fire        | 4:32  |
| 4.  | Not Nothing          | 4:53  |
| 5.  | Drowned Out Voices   | 3:54  |
| 6.  | One of Us is Gone    | 4:37  |
| 7.  | The Last Imagination | 3:46  |
| 8.  | Enforced Perspective | 3:20  |
| 9.  | Our Disconnect       | 5:19  |
| 10. | Wayward Eyes         | 3:29  |
| 11. | A Bleaker Sun        | 4:23  |
| 12. | False Reflection     | 4:42  |
| 13. | Zero Sum             |       |
| 14. | In Failure           |       |

## Crédits

### Dark Tranquillity
- Mikael Stanne – chant
- Johan Reinholdz – guitares
- Christian Jansson – basse
- Martin Brändström – claviers, production
- Joakim Strandberg Nilsson – batterie

### Musiciens invités
- Johannes Bergion – violoncelle (piste 6)
- Sofia Högstadius – violon (piste 6), alto (piste 6)

### Personnel additionnel
- Alexander Backlund – enregistrement (batterie)
- Anders Lagerfors – production (assistant)
- Jonatan Thomasson – production (assistant)
- Johan Martin - mixage (assistant)
- Jens Bogren – mixage, mastering
- Tony Lindgren – mastering (vinyle)
- Niklas Sundin – illustrations, mise en page
- Krichan Wihlborg - photographie